# Laestrygones
Genre
Synonymes
- Stiphidiellum Dalmas, 1917

Laestrygones est un genre d'araignées aranéomorphes de la famille des Toxopidae.

## Distribution
Les espèces de ce genre se rencontrent en Nouvelle-Zélande et en Tasmanie.

## Liste des espèces
Selon World Spider Catalog (version 18.5, 16/11/2017) :
- Laestrygones albiceris Urquhart, 1894
- Laestrygones chathamensis Forster, 1970
- Laestrygones minutissimus (Hogg, 1909)
- Laestrygones otagoensis Forster, 1970
- Laestrygones setosus Hickman, 1969
- Laestrygones westlandicus Forster, 1970

## Publication originale
- Urquhart, 1894 : Description of new species of Araneae. Transactions of the New Zealand Institute, vol. 26, p. 204-218 (texte intégral).